# Atoportunus
Atoportunus is een geslacht van kreeftachtigen uit de klasse van de Malacostraca (hogere kreeftachtigen).

## Soorten
- Atoportunus dolichopus Takeda, 2003
- Atoportunus gustavi Ng & Takeda, 2003
- Atoportunus pluto Ng & Takeda, 2003